# 阿米西稜鏡

附有光線追蹤圖解的阿米西稜鏡。

阿米西稜鏡是以發明者義大利天文學家 喬凡尼·阿米西命名的，是有色散功能的光學稜鏡，常用於分光儀中。
阿米西稜鏡由兩個三稜柱組成，第一個三稜柱通常由色散能力為中等的冕牌玻璃製成，第二個則以高色散的火石玻璃製造。光線進入第一個稜鏡時先被折射，然後進入兩個稜鏡之間的接口，再以幾乎垂直於第二個稜鏡表面的方向射出。稜鏡的角度和材質經過選擇，使得其中一個波長（顏色）的光，通常是中心的波長，離開稜鏡時與入射的光束是平行的。其他波長偏轉的角度則與材料的色散能力有關。觀察一個通過稜鏡的光源就能顯示出光源的光學光譜。

雙阿米西稜鏡

經常，阿米西稜鏡會緊接著另一個複製但反置的阿米西稜鏡。這種三個稜鏡的組合，通常被做為雙阿米西稜鏡，能增加色散的角度與作用，並且能將有用的成分，中心的波長，折射回入射的路徑上。這樣組合的稜鏡的因而稱為直視稜鏡，常常做為手持的光譜儀。
用於色散的阿米西稜鏡不可以和非色散的阿米西屋頂稜鏡混淆在一起。

## 外部連結
- The Double Amici Prism Spectroscope in Practice